# がんばれ長嶋ジャイアンツ
「がんばれ長嶋ジャイアンツ」（がんばれながしまジャイアンツ）は、湯原昌幸の楽曲で、プロ野球セントラル・リーグ・東京読売巨人軍の応援歌。
作詞：寺山修司、作曲：小林亜星。

## 解説
1975年、前年に現役を引退し巨人軍の監督に就任した長嶋茂雄及びその巨人ナインを応援しようと、大の長嶋ファンとして知られた詩人の寺山が、長嶋の巨人入団時（1958年）に長嶋の親友・石原裕次郎が吹き込んだ『男の友情・背番号3』のような応援歌を作ることを思い立ち（前年発売し大ヒットした板東英二『燃えよドラゴンズ!』（作詞・作曲：山本正之）に触発されたとも言われている）、寺山と親交のある作曲家の小林、やはり大の長嶋ファンである歌手の湯原に呼びかけ、ペナントレース開幕直前の同年6月にキャニオン・レコードからリリースされた。
1975年5月27日〜29日の巨人対広島戦、6月1日〜2日の巨人対中日戦において、ニッポン放送とキャニオン・レコードの企画によるイベントとして後楽園球場で湯原がこの曲を歌唱した。
長嶋が2度目のジャイアンツ監督に就任した1993年にも再発売された。
長嶋本人はこの曲を歌った湯原に感謝をしているという。

## 収録曲
- 両楽曲共に、作詞：寺山修司／作曲：小林亜星／編曲：小杉仁三

1. がんばれ長嶋ジャイアンツ（3分2秒）
2. 男長嶋ジャイアンツ（2分44秒）

## 収録アルバム
- 小んなうた 亞んなうた 〜小林亜星 楽曲全集〜 歌謡曲編（2019年8月7日／日本コロムビア、COCP-40912）[2]